# Bohdan Lepky
Bohdan Teodor Nestor Lepky, (en ucraniano: Богдан Теодор Нестор Лепкий, 4 de noviembre de 1872 – 21 de julio de 1941) fue un escritor, poeta, erudito, figura pública y artista ucraniano. 
Nació el 9 de noviembre de 1872 en el pueblo de Krohulets, en la misma casa donde vivió el insurgente polaco Bogdan Jarocki.

## Educación
Bohdan fue enviado a una escuela ordinaria en Berezhany a la edad de seis años, donde comenzó en el segundo grado. Más tarde asistió a la escuela de gramática en la misma ciudad. Lepky recordaría más tarde que la mayoría de los jóvenes estudiantes ucranianos y polacos destacaban por su tolerancia étnica, respeto mutuo, franqueza y participación activa en coros, producciones escénicas y conciertos con un repertorio de producciones tanto polacas como ucranianas. 
Tras terminar el bachillerato en 1891, Lepky ingresó en la Academia de Bellas Artes de Viena, pero pronto se dio cuenta de que su vocación era la literatura. Estudió en la Universidad de Lviv, se licenció en 1895 y regresó a la escuela de gramática de Berezhany como profesor de lengua y literatura ucraniana y alemana.

## Años en Cracovia
El "periodo polaco" del escritor comenzó en 1899, cuando la Universidad Jagellónica de Cracovia inició una serie de conferencias sobre lengua y literatura ucranianas y ofreció una cátedra a Lepky, que permaneció allí el resto de su vida.
Para la comunidad ucraniana de Cracovia, la casa de Lepky en el número 28 de Ulica Zielona era un centro cultural donde se podían encontrar muchas figuras de la erudición y la cultura ucranianas, como Kyrylo Studynsky, Vasyl Stefanyk, Vyacheslav Lypynsky, Mykhailo Zhuk, Mykhailo Boychuk y otros. Lepky también mantuvo un diálogo creativo con artistas polacos como Kazimierz Tetmajer (1865-1940; poeta y prosista, y autor de la novela histórica Leyenda de los montes Tatra), el dramaturgo y pintor Stanisław Wyspiański y el poeta Władysław Orkan. 
Lepky es conocido sobre todo por su traducción al polaco de la antigua crónica ucraniana Słowo o pułku Igora (El cuento de la hueste de Ihor, 1905) y por el poema "Zhuravli" (Grullas, 1910), conocido por los ucranianos de todo el mundo como la lúgubre canción "Ves, hermano mío, amigo mío, la ristra gris de grullas volando en la distancia." Lepky dijo que una de las obras de teatro de Wyspiański le impulsó a componer este poema: "En el otoño de 1910, en Cracovia, caminaba de regreso a casa después de ver una producción teatral del drama de Wyspianski Noc Listopadowa. Las hojas marchitas crujían bajo mis pies, y las grullas se alejaban trompeteando en lo alto. El poema parecía surgir por sí solo, sin mi conocimiento ni mi esfuerzo. Mi hermano Lev Lepky le puso música".  
Bohdan Lepky murió en Cracovia y está enterrado en el Cementerio Rakowicki. 

## Obras literarias
- Grullas (Ves, hermano mío - en ucraniano: Видиш, брате мій)d - 1910 - famoso poema conocido por los ucranianos de todo el mundo como la canción ("Ves, hermano mío, amigo mío, una ristra gris de grullas que se elevan alto en el cielo...").
- Canción de plomo (en ucraniano: Заспів)
- Mazepa (en ucraniano: Мазепа) - sobre Ivan Mazepa, hetman ucraniano
- Lejos de la vida, pequeña pena (en ucraniano: Набік життя журбо дрібна)
- He perdido el contacto contigo (poema en prosa) - 1906 - 2
- Nastya (en ucraniano: Настя) - 1897 - 12
- En el bosque (en ucraniano: В лісі)- 1896 - 9
- Venganza (en ucraniano: Помста) - 1901
- Tres retratos - libro de memorias en el que relata sus encuentros y relaciones creativas con Ivan Franko y Vasyl Stefanyk y recuerda extensamente a Władysław Orkan.
- Stricha (en ucraniano: Стріча) - 1899.[3]

### Traducciones al inglés
- Relato corto "¿Por qué?".[4]

## Lectura adicional
- El papel de Bohdan Lepky en el acercamiento entre las culturas ucraniana y polaca, Por Ihor SIUNDIUKOV, The Day.
- Poesía y poemas de Bohdan Lepky (en ucraniano).
- Poesía de Bohdan Lepky (en ucraniano)